# 폴리메타크릴산 메틸
폴리메타크릴산 메틸(Poly(methyl methacrylate), PMMA)은 엔지니어링 플라스틱이라 불리는 물질들을 한데 묶어 부르는 말이다. 투명한 열가소성 플라스틱이다. PMMA는 Crylux, Plexiglas, Acrylite, Astariglas, Lucite, Perclax, Perspex 등 여러 상표명과 브랜드로도 알려져 있다.
폴리메타크릴산 메틸은 극한 인장 강도, 굽힘 강도, 투명도, 광택성, UV 저항도가 충격 강도, 화학 저장성, 열 저항성보다 더 중요한 경우 폴리카보네이트(PC)의 경제적 대안으로 사용할 수 있다. 게다가 폴리카보네이트에서 발견되는 잠재적으로 유해한 비스페놀 A를 함유하고 있지 않으므로 레이저 절단에 훨씬 더 나은 선택이기도 하다.

## 같이 보기
- 폴리카보네이트